# Keresley
Keresley – wieś i civil parish w Anglii, w hrabstwie ceremonialnym West Midlands, w dystrykcie metropolitalnym Coventry. Leży 26 km na wschód od miasta Birmingham i 141 km na północny zachód od Londynu. W 2011 roku civil parish liczyła 713 mieszkańców.